# La Roquette-sur-Var
La Roquette-sur-Var  est une commune française située dans le département des Alpes-Maritimes en région Provence-Alpes-Côte d'Azur. Ses habitants sont appelés les Roquettans.
Saint-Martin-du-Var, ancien hameau de la commune, prit son indépendance en 1867.

## Géographie

### Localisation
Village perché à 380 mètres d'altitude, La Roquette-sur-Var domine les vallées du Var et de l'Estéron à leur point de confluence.

### Géologie et relief
Du belvédère, véritable figure de proue, le regard embrasse le paysage de la mer aux plus hauts sommets du Mercantour.

### Catastrophes naturelles - Sismicité
Le 2 octobre 2020, de nombreux villages des diverses vallées des Alpes-Maritimes (Breil-sur-Roya, Fontan, Roquebillière, Saint-Martin-Vésubie, Tende...) sont fortement impactés par un "épisode méditerranéen" de grande ampleur. Certains hameaux de la commune restent inaccessibles jusqu'à plus d'une semaine après la catastrophe et l'électricité n'a été rétablie que vers le 20 octobre. L'Arrêté du 7 octobre 2020 portant reconnaissance de l'état de catastrophe naturelle a identifié 55 communes, dont La Roquette-sur-Var, au titre des "Inondations et coulées de boue du 2 au 3 octobre 2020".
Commune située dans une zone de sismicité moyenne.

### Hydrographie et les eaux souterraines

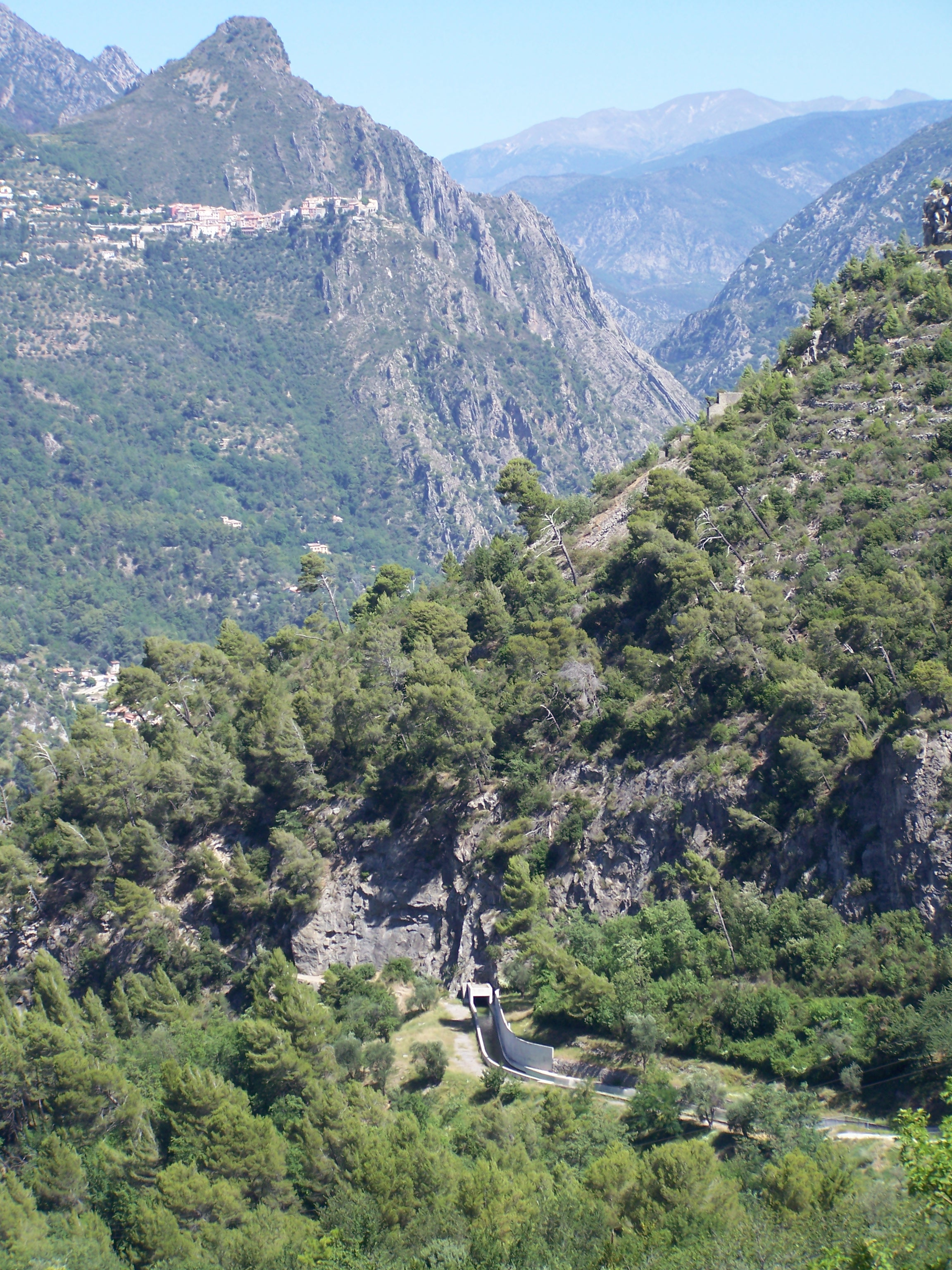
Canal de la Vésubie sur la commune.

Cours d'eau sur la commune ou à son aval :
- fleuve le Var[5],
- vallon de saint-blaise,
- Canal de la Vésubie[6].

La Roquette-sur-Var dispose de la station d'épuration intercommunale de Nice d'une capacité de 650 000 équivalent-habitants.

### Climat
Pour des articles plus généraux, voir Climat de Provence-Alpes-Côte d'Azur et Climat des Alpes-Maritimes.
En 2010, le climat de la commune est de type climat méditerranéen franc, selon une étude du Centre national de la recherche scientifique s'appuyant sur une série de données couvrant la période 1971-2000. En 2020, Météo-France publie une typologie des climats de la France métropolitaine dans laquelle la commune est exposée à un climat méditerranéen et est dans la région climatique Var, Alpes-Maritimes, caractérisée par une pluviométrie abondante en automne et en hiver (250 à 300 mm en automne), un très bon ensoleillement en été (fraction d’insolation > 75 %), un hiver doux (8 °C) et peu de brouillards.
Pour la période 1971-2000, la température annuelle moyenne est de 14,3 °C, avec une amplitude thermique annuelle de 15,3 °C. Le cumul annuel moyen de précipitations est de 930 mm, avec 5,8 jours de précipitations en janvier et 3,3 jours en juillet. Pour la période 1991-2020, la température moyenne annuelle observée sur la station météorologique de Météo-France la plus proche, « Levens », sur la commune de Levens à 4 km à vol d'oiseau, est de 12,9 °C et le cumul annuel moyen de précipitations est de 982,1 mm. 
La température maximale relevée sur cette station est de 35,1 °C, atteinte le 28 juin 2019 ; la température minimale est de −7,8 °C, atteinte le 6 février 2012,,.
Les paramètres climatiques de la commune ont été estimés pour le milieu du siècle (2041-2070) selon différents scénarios d'émission de gaz à effet de serre à partir des nouvelles projections climatiques de référence DRIAS-2020. Ils sont consultables sur un site dédié publié par Météo-France en novembre 2022.

### Voies de communications et transports

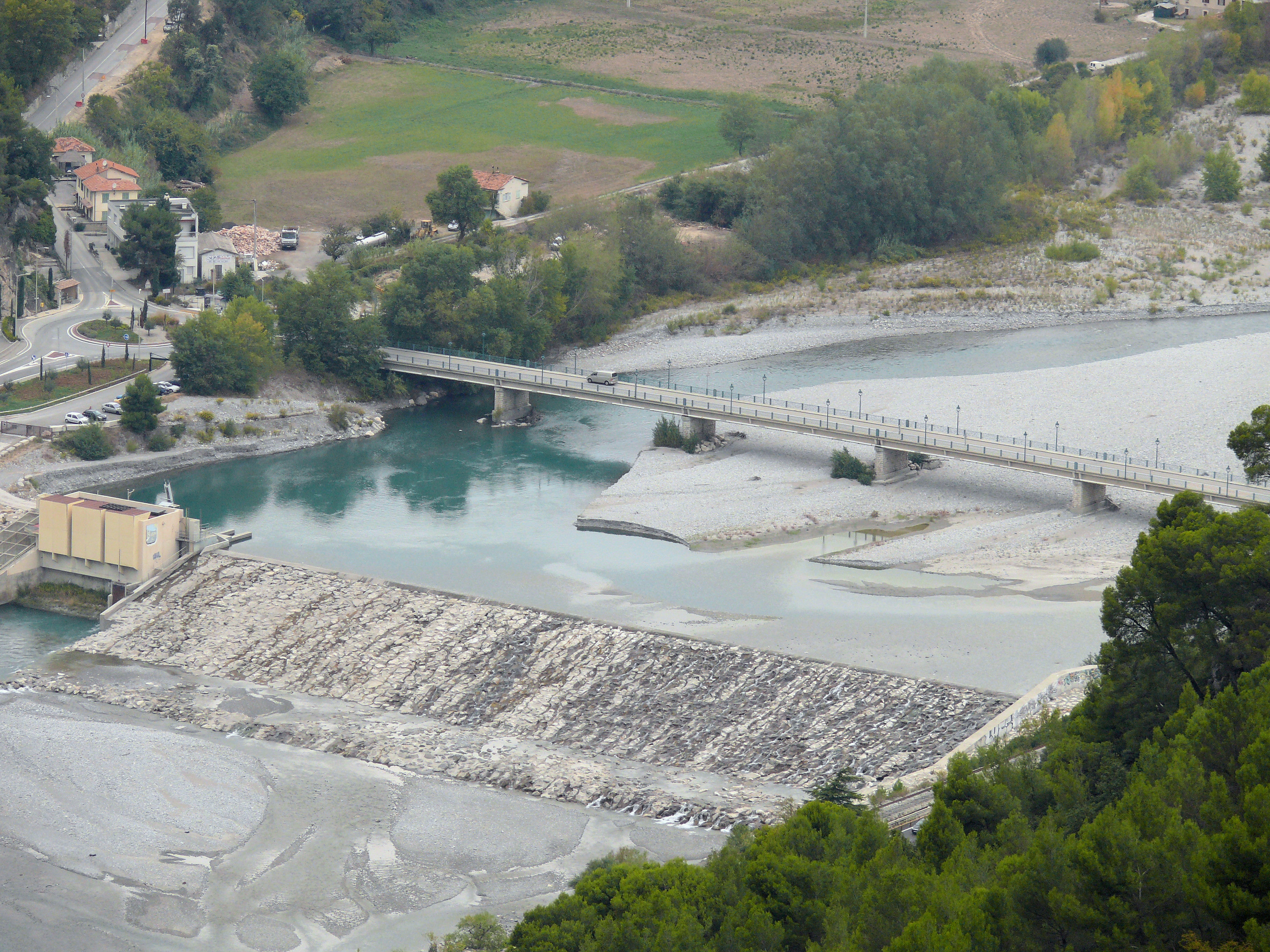
Le pont Charles-Albert sur le Var

#### Voies routières
Départementale 20 à la sortie de la route nationale 202 au niveau de Saint-Martin-du-Var vers Levens.

#### Transports en commun
Transport en Provence-Alpes-Côte d'Azur
- Commune desservie par le réseau Lignes d'Azur[16].

### Intercommunalité
Commune membre de la Métropole Nice Côte d'Azur.

### Urbanisme
La commune disposait d'un plan d'occupation des sols et a adhéré au plan local d'urbanisme métropolitain.

### Typologie
Au 1er janvier 2024, La Roquette-sur-Var est catégorisée bourg rural, selon la nouvelle grille communale de densité à 7 niveaux définie par l'Insee en 2022.
Elle est située hors unité urbaine. Par ailleurs la commune fait partie de l'aire d'attraction de Nice, dont elle est une commune de la couronne,. Cette aire, qui regroupe 100 communes, est catégorisée dans les aires de 200 000 à moins de 700 000 habitants,.

### Communes limitrophes
| Bonson              | Levens              | Levens       |
| Gilette             | La Roquette-sur-Var | Levens       |
| Saint-Martin-du-Var | Saint-Martin-du-Var | Saint-Blaise |

## Histoire
Au nord-est du village, les ruines de Castel-Vieil témoignent d'une occupation du Néolithique à l’Antiquité (murs d'époques ligure, romaine et médiévale).
Le site actuel, plus facile à défendre, a été occupé, semble-il, autour des Xe et XIe siècles. On voit le nom de La Rochetta dans un acte de 1028. La plupart des grands noms de l'histoire niçoise se retrouvent ici : les Béranger, les Litti, les Lascaris, les Grimaldi...
Au XIIIe siècle, on trouve comme co-seigneurs la famille Béranger de Nice. En 1320, les Ranulfi sont co-seigneurs, mais vendent leurs droits en 1365 aux Litti, seigneurs de Saint-Auban, de Bonson. En 1446, Charles Lascaris seigneur de La Brigue, branche des Lascaris de Vintimille apparue en 1388, devient par son mariage avec la fille de Pierre Litti seigneur de La Roquette.

Au XVe siècle, les Grimaldi de Beuil ont des droits à La Roquette.
Au début du XVIe siècle la seigneurie échoit par mariage aux Laugier (ou Laugieri). En 1527, en révolte contre Honoré Laugier des Ferres qui les avait accusés de trahison, les frères Jean-Baptiste et René Grimaldi, de la famille Grimaldi de Beuil, s'emparent de son château de Gilette et brûlent les châteaux de Levens et de La Roquette.
Au milieu du XVIIe siècle, Pierre Antoine Laugier est aux prises avec des difficultés financières. Il ne put obtenir le titre d'abbé de Saint-Pons pour son fils et il dut marier sa fille avec Pierre Antoine Bonfiglio, d'une famille de procureurs fiscaux du Sénat de Nice. En 1698, Alexandre Laugier lègue La Roquette avec ses dettes à son neveu Jean-Paul Bonfiglio. Cette famille va le garder pendant quelques générations, jusqu'à ce qu'un descendant se décide à le vendre.
En 1777, le fief de La Roquette est vendu à Joseph-Vincent Lascaris de Castellar, baron de Bouillon et des Ferres, ministre et premier secrétaire d'État du roi de Sardaigne au département des Affaires étrangères. Le roi de Sardaigne lui donne le titre de marquis de La Roquette.
Par un ordre daté du 19 novembre 1793, le général Dugommier qui commande l'aile gauche de l'armée d'Italie pendant la bataille de Gilette (30 septembre et 18-19 octobre 1793) contre les troupes austo-sardes du général De Wins, demande aux localités de Saint-Martin et de La Roquette d'envoyer dix hommes chacune à Gilette pour transporter les blessés.
Par la suite, le rocher, trop étroit, incita une partie de la population à s'établir dans la vallée : c'est l'origine de Saint-Martin-du-Var, hameau de La Roquette jusqu'en 1867, date à laquelle il fut détaché et érigé en commune indépendante (27 avril). Jusqu'à cette date le village s'appelait La Roquette-Saint-Martin.
Baou-Rous, hameau de La Roquette est situé dans la vallée du Var, le long de la D6202. Son histoire est liée à l'extraction souterraine de la pierre, cette activité a contribué à l'endiguement du Var.

### Les Hospitaliers
Le site a attiré aussi l'attention des Hospitaliers de l'ordre de Saint-Jean de Jérusalem, en 1209 par l'intermédiaire d'un dénommé Castellano pour une donation du passage du Var au lieu-dit Bon-Port, puis en 1217, directement au commandeur Botino, avec des terres près de Gilette, des pâturages à La Roquette et confirmation des droits sur le passage du Var. L'Ordre dut vendre ses droits avant la fin du Moyen Âge.

## Politique et administration
| Période | Période  | Identité             | Étiquette | Qualité                     |
| ------- | -------- | -------------------- | --------- | --------------------------- |
| 1899    | 1912     | Auguste Roubaut      |           |                             |
| 1912    | 1935     | Charles-Etienne Baud |           |                             |
| 1935    | 1944     | Charles Raybaut      |           |                             |
| 1944    | 1945     | Albert Guerin        |           |                             |
| 1945    | 1947     | Charles Millo        |           |                             |
| 1947    | 1949     | Marius Piquet        |           |                             |
| 1949    | 1977     | Henri Pagliardini    |           |                             |
| 1977    | 1989     | Alexandre Ugo        | PCF       |                             |
| 1989    | 1992     | Paul Raybaut         |           |                             |
| 1992    | 1998     | Nicole Labbe         |           |                             |
| 1998    | 2006     | Jean-Jacques Isaia   |           |                             |
| 2006    | 2014     | Michel Raybaut       | SE        |                             |
| 2014    | 2020     | Paule Becquaert      | DVD       | Retraitée de l'enseignement |
| 2020    | En cours | Nicole Labbe         |           |                             |

### Budget et fiscalité 2019

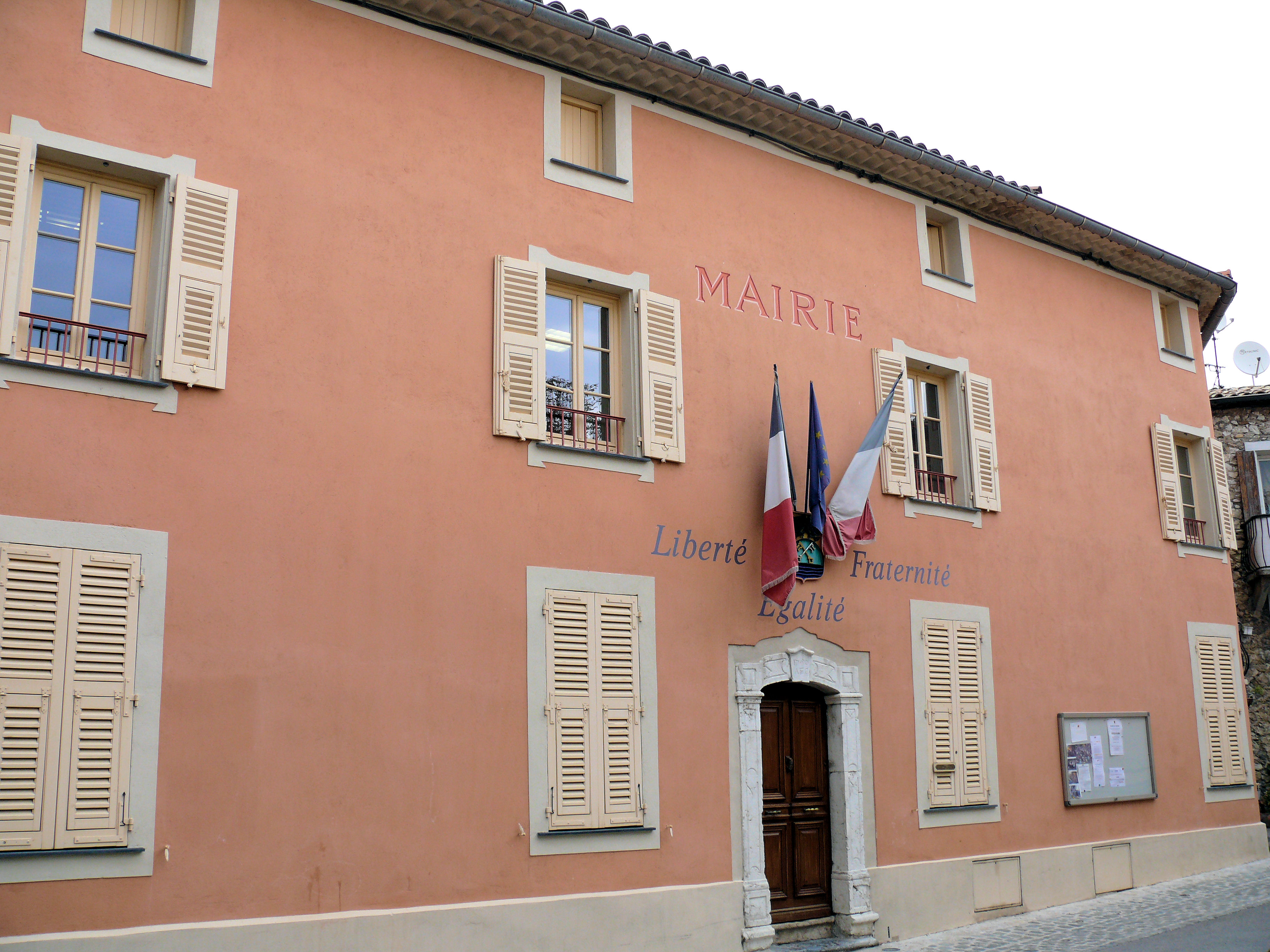
Mairie

En 2019, le budget de la commune était constitué ainsi :
- total des produits de fonctionnement : 734 000 €, soit 792 € par habitant ;
- total des charges de fonctionnement : 704 000 €, soit 759 € par habitant ;
- total des ressources d'investissement : 482 000 €, soit 520 € par habitant ;
- total des emplois d'investissement : 432 000 €, soit 466 € par habitant ;
- endettement : 403 000 €, soit 435 € par habitant.

Avec les taux de fiscalité suivants :
- taxe d'habitation : 11,03 % ;
- taxe foncière sur les propriétés bâties : 10,11 % ;
- taxe foncière sur les propriétés non bâties : 32,10 % ;
- taxe additionnelle à la taxe foncière sur les propriétés non bâties : 0,00 % ;
- cotisation foncière des entreprises : 0,00 %.

Chiffres clés Revenus et pauvreté des ménages en 2017 : médiane en 2017 du revenu disponible, par unité de consommation : 21 040 €.

## Population et société

### Démographie

#### Évolution démographique
L'évolution du nombre d'habitants est connue à travers les recensements de la population effectués dans la commune depuis 1793. Pour les communes de moins de 10 000 habitants, une enquête de recensement portant sur toute la population est réalisée tous les cinq ans, les populations de référence des années intermédiaires étant quant à elles estimées par interpolation ou extrapolation. Pour la commune, le premier recensement exhaustif entrant dans le cadre du nouveau dispositif a été réalisé en 2007.

En 2022, la commune comptait 933 habitants, en évolution de +1,08 % par rapport à 2016 (Alpes-Maritimes : +2,85 %, France hors Mayotte : +2,11 %).
| 1793 | 1800 | 1806 | 1838 | 1848 | 1858 | 1861 | 1872 | 1876 |
| ---- | ---- | ---- | ---- | ---- | ---- | ---- | ---- | ---- |
| 644  | 576  | 643  | 741  | 790  | 827  | 804  | 315  | 315  |

| 1881 | 1886 | 1891 | 1896 | 1901 | 1906 | 1911 | 1921 | 1926 |
| ---- | ---- | ---- | ---- | ---- | ---- | ---- | ---- | ---- |
| 408  | 330  | 388  | 268  | 363  | 426  | 481  | 535  | 597  |

| 1931 | 1936 | 1946 | 1954 | 1962 | 1968 | 1975 | 1982 | 1990 |
| ---- | ---- | ---- | ---- | ---- | ---- | ---- | ---- | ---- |
| 656  | 364  | 356  | 488  | 538  | 537  | 506  | 565  | 660  |

| 1999 | 2006 | 2007 | 2012 | 2017 | 2022 | - | - | - |
| ---- | ---- | ---- | ---- | ---- | ---- | - | - | - |
| 820  | 915  | 928  | 897  | 940  | 933  | - | - | - |

### Enseignement
Établissements d'enseignements :
- Écoles maternelles et primaires[34],
- Collèges à Saint-Martin-du-Var, Carros,
- Lycées à Drap, Nice.

### Santé
Professionnels et établissements de santé :
- Médecins à Saint-Martin-du-Var, Gilette, Carros,
- Pharmacies à Saint-Martin-du-Var, Gilette, Carros,
- Hôpitaux à Saint-Jeannet, Villars-sur-Var, Nice.

### Cultes
- Culte catholique, Paroisse Saint-Vincent-de-Lérins[36], Diocèse de Nice.

## Économie

### Entreprises et commerces

#### Agriculture
- Coopérative agricole (coopérative oléicole)[37].
- Maraîchage dans la plaine du Var.

#### Tourisme
- Gîtes de France[38].
- Chambres d'hôtes.

#### Commerces
- Commerces de proximité au village (L'épicerie communale) et à Levens[39].

## Culture locale et patrimoine

### Lieux et monuments

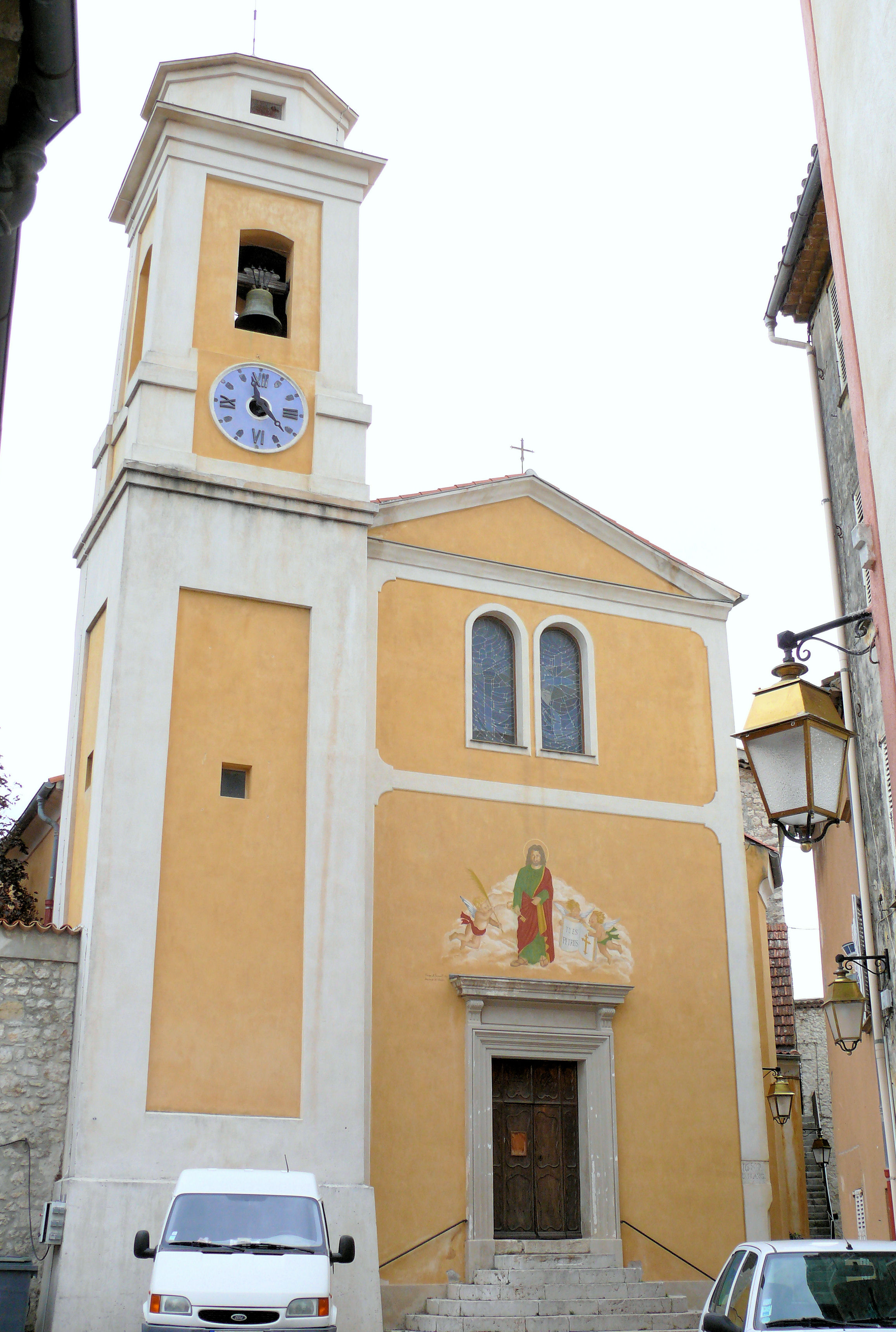
Église Saint-Pierre

- La Castel-Vieil où se trouvent des vestiges d'un castrum, probablement l'emplacement du village primitif[40].
- Château de Tralatour[41].
- Le Pont Charles-Albert, en béton précontraint, permettant le franchissement du Var, reconstruit en 1961[42].

- Siphon de Saint-Blaise[43], ouvrage technique remarquable du canal de la Vésubie[44].
- Fontaine de 1897 sur la place de l'église[45].
- Le lavoir.

Patrimoine religieux :
- L'église Saint-Pierre[46], achevée le 11 août 1682, avec un décor baroque[47]. Elle comprend un retable en bois doré du XVIIe siècle et un tableau du Rosaire de Gaspard Toesca datant du XVIe siècle.
- La chapelle Notre-Dame-del-Bosc sur le territoire de Saint-Martin-du-Var[48],[49] : le Christ en majesté entouré de quatre évangélistes, la Vierge à l'Enfant entourée de saints, avec des fresques d'Andrea de Cella[50].
- Chapelle Sainte Catherine[51],[52].
- Monument aux morts[53].

### Héraldique
| Blason de La Roquette-sur-Var | Blason  | D’or au mont de sinople issant d’ondes d’azur mouvant de la pointe, chargé de deux clefs passées en sautoir, celle de dextre d’or, celle de senestre d’argent brochant, surmonté d’une aigle bicéphale de sable. |
| Blason de La Roquette-sur-Var | Détails | Armes parlantes. Le statut officiel du blason reste à déterminer. |

### Jumelages
- Monastero Bormida (Italie) depuis 2006